# Hyperdevotion Noire: Goddess Black Heart
Hyperdevotion Noire: Goddess Black Heart (超女神信仰ノワール　激神ブラックハート, Chō Megami Shinkō Nowāru Geki-Shin Burakkuhāto) est un jeu vidéo de type tactical RPG développé par Compile Heart et Sting Entertainment, sorti en 2014 sur Windows et PlayStation Vita.
Il s'agit d'un spin-off de Hyperdimension Neptunia centré sur le personnage de Noire.

## Accueil
- Famitsu : 31/40[1]